# 吴仲灿
吴仲灿（英語：Anthony T. Gaw，1941年11月8日—1999年2月8日）是一位香港商人，建生国际前董事长。

## 生平
1941年出生于一个缅甸华人家庭，祖籍福建晋江。1955年随父亲搬迁至香港。毕业于普渡大学和斯坦福大学。在加州大学伯克利分校读博时遇见妻子汪静宜，她是德昌电机董事长汪穗中胞妹。毕业后在美国霍尼韦尔工作，一年后去泰国从事家族纺织厂生意。在印度尼西亚创建新工厂后返回香港定居。1970年创建建生国际并担任董事长。
1999年2月8日在美国华盛顿特区逝世，享年57岁。

## 家庭
父亲是商人吴祥川，妻子是汪静宜，儿子是吴继炜和吴继泰。